# Mariquita-azul
A mariquita-azul (Setophaga cerulea) é uma pequena espécie de ave passeriforme da família das mariquitas. É nativa do Novo Mundo, reproduzindo-se na América do Norte e invernando na América do Sul.
Os machos adultos têm parte superior azul-celeste clara e branca com um colar preto no peito e listras pretas nas costas e nos flancos. As fêmeas e pássaros imaturos têm partes superiores mais acinzentadas ou esverdeadas, uma faixa pálida sobre os olhos e sem listras nas costas e pescoço. Todas essas aves têm asas e bico fino e pontudo.
Eles são encontrados em florestas decíduas do leste da América do Norte durante a temporada de reprodução e, em seguida, migram para áreas montanhosas florestadas na América do Sul, chegando até o Sudeste brasileiro.
A espécie é considerada ameaçada, tendo um estado IUCN de “quase ameaçada”, indicando que não enfrenta qualquer ameaça iminente de extinção na natureza.